# Sousa (Familienname)
Sousa ist ein portugiesischer Familienname.

## Namensträger

### A
- Abílio Rodas de Sousa Ribas (1931–2025), portugiesischer Ordensgeistlicher, Bischof von São Tomé und Príncipe
- Agate de Sousa (* 2000), portugiesische Leichtathletin
- Alda Sousa (* 1953), portugiesische Politikerin
- Alfonso Sousa-Poza (* 1970), Schweizer Ökonom
- Ana de Sousa (1583–1663), afrikanische Königin, siehe Nzinga von Matamba
- Ana de Sousa (Bogenschützin) (* 1969), portugiesische Bogenschützin
- Andreia Sousa (* 1986), portugiesische Fußballschiedsrichterassistentin
- António de Sousa (Schriftsteller, 1898) (1898–1981), portugiesischer Schriftsteller
- António de Sousa (Schriftsteller, 1957) (* 1957), portugiesischer Schriftsteller
- António Sousa (Fußballspieler) (* 1957), portugiesischer Fußballspieler und -trainer
- António Sousa (Leichtathlet) (* 1970), portugiesischer Marathonläufer
- António de Sousa Braga (1941–2022), portugiesischer Ordensgeistlicher, Bischof von Angra
- Antônio de Sousa Braga (1841–1900), brasilianischer Großgrundbesitzer und Politiker
- António Sousa Gomes (1936–2015), portugiesischer Politiker
- Antônio de Sousa Neto (1803–1866), brasilianischer Politiker und Militär
- António José de Sousa Manoel de Menezes Severim de Noronha (1792–1860), portugiesischer Staatsmann und General
- António José Loiola de Sousa (* 1970/1971), osttimoresischer Ölmanager
- António Pereira de Sousa Caldas (1762–1814), portugiesischer Dichter, siehe Sousa Caldas
- António Teixeira de Sousa (1857–1917), portugiesischer Politiker
- António Verdial de Sousa (* 1963), osttimoresischer Politiker
- Aristides de Sousa Mendes (1885–1954), portugiesischer Diplomat
- Aurélia de Sousa (1866–1922), chilenisch-portugiesische Malerin
- Aurélio Pinto de Sousa (* 1974), brasilianischer römisch-katholischer Geistlicher, Bischof von Quixadá

### B
- Berta Alves de Sousa (1906–1997), portugiesische Pianistin, Dirigentin und Komponistin
- Boaventura de Sousa Santos (* 1940), portugiesischer Soziologe
- Brigido de Sousa († 2024), osttimoresischer Finanzbeamter

### C
- Caetano Reis e Sousa (* 1968), portugiesischer Immunologe
- Camilo de Sousa (* 1953), mosambikanischer Filmemacher und Regisseur
- Carlos Sousa (* 1966), portugiesischer Rallyefahrer
- Christophe de Sousa (* 1992), luxemburgischer Fußballspieler
- Cláudia Sousa (1975–2014), portugiesische Biologin und Primatologin
- Clayton De Sousa Moreira (* 1988), luxemburgischer Fußballspieler
- Constança Urbano de Sousa (* 1967), portugiesische Politikerin und Rechtswissenschaftlerin
- Crislan Henrique da Silva de Sousa (* 1992), brasilianischer Fußballspieler

### D
- Daniel Sousa (* 1974), portugiesischer Animator
- David de Sousa (Musiker) (1881–1918), portugiesischer Musiker und Komponist
- David de Sousa (Bischof) (1911–2006), portugiesischer katholischer Bischof
- Dennis de Sousa Oelsner (* 1996), brasilianisch-deutscher Fußballspieler
- Domingos de Sousa Coutinho (1896–1984), portugiesischer Springreiter und Adeliger
- Domingos Francisco de Sousa (* 1974), osttimoresischer Freiheitsaktivist, Autor und Diplomat
- Dyego Sousa (* 1989), portugiesischer Fußballspieler

### E
- Edson Rolando Silva Sousa (Edson; * 1983), portugiesischer Fußballspieler
- Eduardo Miranda Sousa (1909–1990), peruanischer Ingenieur und Politiker
- Erika Carvalho de Sousa (* 1981), brasilianische Volleyballspielerin
- Everton Sousa Soares (* 1996), brasilianischer Fußballspieler, siehe Everton (Fußballspieler, 1996)

### F
- Felicidade de Sousa Guterres, osttimoresische Diplomatin
- Fernando Sousa Fernandes (* 1956), portugiesischer Radrennfahrer
- Fernando de Sousa e Silva (1712–1786), portugiesischer Geistlicher, Patriarch von Lissabon
- Filipa Sousa (* 1985), portugiesische Sängerin
- Fernando Sousa Fernandes (* 1956), portugiesischer Radrennfahrer
- Francisco Sousa dos Santos (* 1989), brasilianischer Fußballspieler, siehe Chiquinho (Fußballspieler, 1989)
- Francisco David Sousa Franquelo (* 1980), spanischer Fußballspieler
- Francisco Félix de Sousa (1754–1849), brasilianischer Sklavenhändler
- Francisco Franco de Sousa (1885–1955), portugiesischer Bildhauer
- Francisco Gómez-Jordana Sousa (1876–1944), spanischer Soldat und Politiker
- Francisco Marques de Sousa Viterbo (1845–1910), portugiesischer Dichter, Archäologe, Historiograph und Journalist
- Frederico Sousa (* 1978), portugiesischer Rugby-Union-Spieler

### G
- Gabriel Soares de Sousa, portugiesischer Forscher, Seefahrer, Händler und Kolonist
- Gastão Sousa, osttimoresischer Politiker
- Geofredo de Sousa (* 1979), Fußballspieler für Macau
- Gregório de Sousa, osttimoresischer Politiker und Diplomat
- Gustavo Henrique da Silva Sousa (* 1994), brasilianischer Fußballspieler

### H
- Hélio Sousa (Hélio Filipe Dias de Sousa, * 1969), portugiesischer Fußballspieler und -trainer
- Henrique Teixeira de Sousa (1919–2006), kapverdischer Mediziner und Schriftsteller
- Herbert José de Sousa (1935–1997), brasilianischer Soziologe und Bürgerrechtler
- Higino de Sousa (1862–1904), portugiesischer Mediziner

### J
- Jerónimo de Sousa (* 1947), portugiesischer Politiker
- Joaquim Sousa Santos (1953–2012), portugiesischer Radrennfahrer
- John Philip Sousa (1854–1932), US-amerikanischer Dirigent und Komponist
- João Sousa (* 1989), portugiesischer Tennisspieler
- João de Sousa Carvalho (1745–1799), portugiesischer Komponist
- João Bosco Barbosa de Sousa (* 1952), brasilianischer Ordensgeistlicher, Bischof von União da Vitória
- João Crisóstomo de Abreu e Sousa (1811–1895), portugiesischer Politiker
- Joelma Sousa (* 1984), brasilianische Sprinterin
- Jorge Sousa (* 1975), portugiesischer Fußballschiedsrichter
- Jorge Luíz Pereira de Sousa (* 1977), brasilianischer Fußballspieler, siehe Jorginho (Fußballspieler, 1977)
- Jorge Sousa Costa (1928–2021), portugiesischer Schauspieler
- José Sousa (Rennfahrer) (* 1969), portugiesischer Truckrennfahrer
- José da Gama Carneiro e Sousa (1788–1849), portugiesischer Militär und Politiker
- José Fernando Abascal y Sousa (1743–1821), spanischer Militär und Politiker, Vizekönig von Peru
- José Joaquim de Sousa (Gouverneur), portugiesischer Kapitän und Kolonialgouverneur
- José Joaquim de Sousa (Politiker) (1830–1913), brasilianischer Jurist und Politiker
- José Oliveira de Sousa (* 1974), portugiesischer Dartspieler
- José Carlos Sousa Cardoso (* 1937), portugiesischer Radrennfahrer
- José Pinto Alcoforado de Azevedo e Sousa († 1820), portugiesischer Kolonialverwalter
- José Sócrates Carvalho Pinto de Sousa (* 1957), portugiesischer Politiker, siehe José Sócrates
- José Terceiro de Sousa (1908–1983), brasilianischer Geistlicher, Bischof von Penedo
- Juarez Sousa da Silva (* 1961), brasilianischer Geistlicher, Erzbischof von Teresina
- Julia Pereira de Sousa Mabileau (* 2001), französische Snowboarderin

### K
- Kathellen Sousa Feitoza (* 1996), brasilianische Fußballspielerin

### L
- Leandro Cesar de Sousa (* 1979), brasilianischer Fußballspieler
- Luis de Sousa (Manoel de Sousa Coutinho; um 1555–1632), portugiesischer Historiker und Schriftsteller
- Luís de Vasconcelos e Sousa (Politiker, 1636) (1636–1720), Conde de Castelo Melhor, portugiesischer Politiker und Diplomat
- Luís de Vasconcelos e Sousa (Politiker, 1742) (1742–1809), Conde de Figueiró, portugiesischer Politiker und Kolonialverwalter, Vizekönig von Brasilien
- Luís Manuel Barreira de Sousa (* 1957), portugiesischer Diplomat
- Luiz de Sousa (1630–1702), portugiesischer Bischof und Kardinal

### M
- Manuel de Sousa (Bischof) (1470–1549), portugiesischer Geistlicher, Erzbischof von Braga
- Manuel de Sousa (Milizionär), osttimoresischer Milizionär
- Manuel de Sousa (Schiedsrichter), portugiesischer Fußballschiedsrichter
- Manuel Caetano de Sousa (Mönch) (1658–1734), portugiesischer Theatiner
- Manuel Caetano de Sousa (Architekt) (1742–1802), portugiesischer Architekt
- Manuel Paulo de Sousa Gentil (1870–1937), portugiesischer Offizier und Kolonialverwalter
- Marcelo Rebelo de Sousa (* 1948), portugiesischer Politiker
- Marco Ibraim de Sousa Airosa (* 1984), angolanischer Fußballspieler, siehe Marco Airosa
- Maria Lurdes Martins de Sousa Bessa, osttimoresische Politikerin, siehe Lurdes Maria Bessa
- Martim Afonso de Sousa (1500–1571), portugiesischer Entdecker
- Mauricio de Sousa (* 1935), brasilianischer Comiczeichner
- Melissa De Sousa (* 1967), US-amerikanische Schauspielerin

### N
- Natanael de Sousa Santos Júnior (* 1985), brasilianischer Fußballspieler
- Noémia de Sousa (1926–2002), mosambikanische Schriftstellerin
- Nuno Sousa Guedes (* 1994), portugiesischer Rugby-Union-Spieler

### O
- Oscar Sousa (Oscar Aguiar Sacramento de Sousa; * 1951), são-toméischer Politiker

### P
- Paulo Sousa (Paulo Manuel Carvalho Sousa; * 1970), portugiesischer Fußballspieler und -trainer
- Paulo Sousa (Fußballspieler, 1967) (Paulo Jorge Ferreira de Sousa; * 1967), portugiesischer Fußballspieler und -trainer
- Paulo de Sousa Pereira (* 1969), portugiesischer Unternehmer
- Paulo Jackson Nóbrega de Sousa (* 1969), brasilianischer Geistlicher und römisch-katholischer Erzbischof von Olinda e Recife
- Pedro Sousa (* 1988), portugiesischer Tennisspieler
- Pedro de Sousa Holstein (1781–1850), portugiesischer Politiker und Militär
- Pedro Luís Pereira de Sousa (1839–1884), brasilianischer Anwalt, Politiker, Redner, Journalist und Dichter
- Peu Sousa († 2013), brasilianischer Musiker
- Pio Gonçalo Alves de Sousa (* 1945), portugiesischer Geistlicher, Weihbischof in Porto
- Porfírio Zeferino de Sousa, portugiesischer Offizier und Kolonialverwalter

### R
- Rafael de Sousa Albuquerque (Rafa; * 1992), deutsch-portugiesischer Fußballtorhüter
- Raphael de Sousa (* 1993), luxemburgischer Fußballspieler
- Regina de Sousa (* 1971), osttimoresische Verwaltungsbeamtin
- Ricardo Sousa (* 1979), portugiesischer Fußballspieler
- Richard Danilo Maciel Sousa Campos (* 1990), belgisch-brasilianischer Fußballspieler
- Rita Sousa Uva (* 1972), portugiesische Schriftstellerin
- Rui Sousa (* 1976), portugiesischer Radrennfahrer
- Rui Manuel Sousa Valério (* 1964), portugiesischer Ordensgeistlicher, Patriarch von Lissabon

### S
- Sade de Sousa (* 2001), namibische Sprinterin
- Samuel de Sousa Leão Gracie (1891–1967), brasilianischer Diplomat und Politiker
- Sebastião Cústodio de Sousa Teles (1847–1921), portugiesischer Politiker
- Serafim de Sousa Ferreira e Silva (* 1930), portugiesischer Geistlicher, Bischof von Leiria-Fátima

### T
- Tamara de Sousa (* 1993), brasilianische Siebenkämpferin
- Tomé de Sousa (1503–1579), portugiesischer Kolonialgouverneur
- Travian Sousa (* 2001), US-amerikanischer Fußballspieler

### V
- Venceslau de Sousa Pereira de Lima (1858–1919), portugiesischer Politiker und Premierminister

### W
- Wamberto de Jesus Sousa Campos (* 1974), brasilianischer Fußballspieler
- Wanderson Maciel Sousa Campos (* 1994), belgisch-brasilianischer Fußballspieler
- Washington Luís Pereira de Sousa (1869–1957), brasilianischer Politiker, Präsident 1926 bis 1930
- Wellington Luís de Sousa (* 1988), brasilianischer Fußballspieler